# سیارک ۶۶۹۹
سیارک ۶۶۹۹ (به انگلیسی: 6699 Igaueno، نامگذاری:1987YK) شش هزار و ششصد و نود و نهمین سیارک کشف شده‌است که در ۱۹ دسامبر ۱۹۸۷ کشف شد.
قدر مطلق سیارک برابر ۱۳٫۰۰ است.